# Yafran
Yafran est un des anciens shabiyat (municipalités ou districts) de la Libye, selon le découpage administratif en vigueur de 2001 à 2007. Le district est situé dans le djebel Nefoussa.
La ville de Yefren en est le chef-lieu.
C'est une région peuplée par les Banou Ifren de la Libye ainsi que d'autres tribus.
Yafren est aussi une ancienne province de Libye.

## Évolution du découpage administratif
Ce district (repère 32 sur la carte de gauche) a été supprimé en 2007 (carte de droite) au profit des districts voisins.

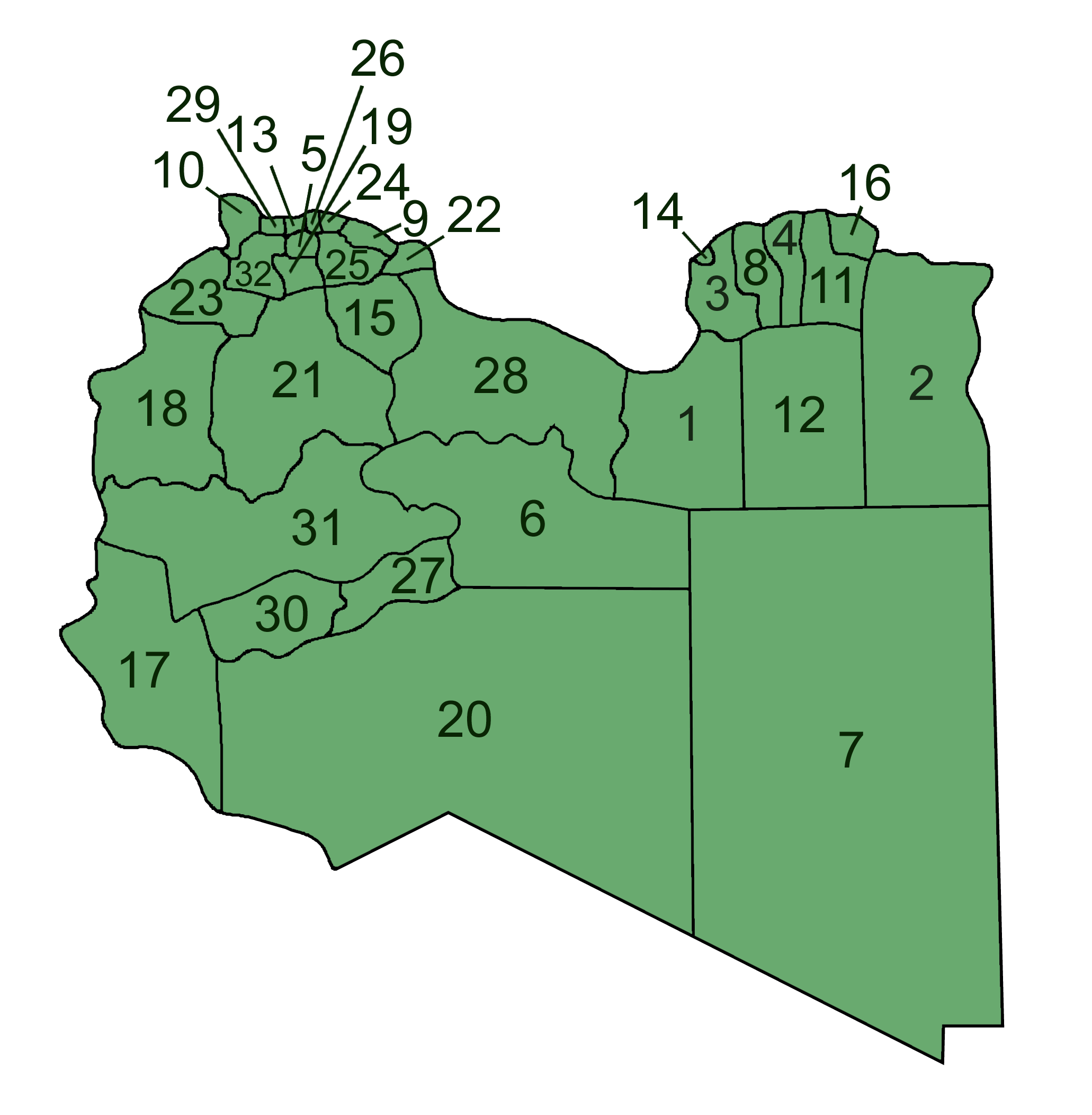
Carte des 32 districts (chabiyat) de Libye (de 2001 à 2007)

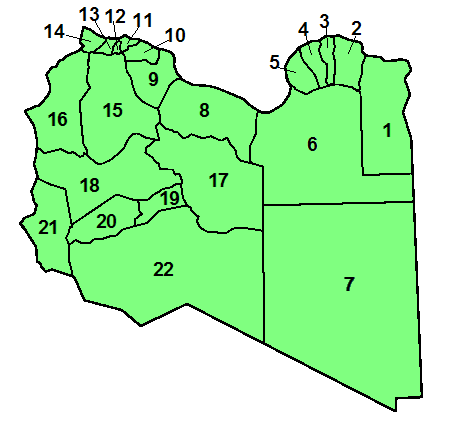
Carte des 22 districts (chabiyat) de Libye (depuis 2007)